# 美溪暗沙
美溪暗沙位于南中国海中沙群岛中沙大环礁南部边缘，西与布德暗沙相距约1.3海里，东北与安定连礁相距约15海里。整个连礁全部在海面以下，最浅处水深约16米，等深线20米以上面积约0.6平方公里。1947年和1983年公布名称均为“美溪暗沙”。